# Dysphania magnifica
Dysphania magnifica är en fjärilsart som beskrevs av Swinhoe 1900. Dysphania magnifica ingår i släktet Dysphania och familjen mätare. Inga underarter finns listade i Catalogue of Life.